# 紅海危機
紅海危機是因也门叛軍胡塞武裝自2023年10月18日起多次攻擊以色列本土和穿越红海的商船而引發的國際危機。
2023年10月7日，巴勒斯坦加沙地带爆發以哈战争，親巴的胡塞武裝因而以导弹、無人機及游荡弹药攻擊以色列回應，並於曼德海峡襲擊多國与以色列利益相关的商船；其更宣称对航运的袭击“将持续下去，直到侵略停止、对加沙地带的围困解除”。
曼德海峽為紅海與亚丁湾連接的海運要衝，因此成為所有來往歐亞之間的航運必經之路，而其最窄处仅30公里（18英里）宽，難以躲避胡塞武裝的攻擊，导致許多來往欧洲與亚洲的商船被迫避開紅海，轉而繞行南非好望角，因而導致運輸额外增加3,000至6,000海里（5,556至11,112公里）航程及逾兩週的時間，造成歐亞航線的運價翻倍上漲。

## 經過

### 2023年10月
2023年10月18日晚上，胡塞武裝向以色列發射5枚導彈及14架無人機，其中1枚導彈被沙特阿拉伯防空系統攔截，其餘全數在紅海被美國海軍卡尼号驱逐舰攔截。
10月22日，胡塞武裝警告，如果以色列繼續攻擊加沙地带，以色列船隻將會在紅海遭到攻擊。
10月27日，胡塞武裝向以色列發射2架無人機，其中1架無人機在紅海上空被以軍戰機攔截後墜落埃及努韦巴鎮，另外1架無人機未成功飛抵以色列，並墜落埃及塔巴鎮，造成6人受傷。
10月31日上午，胡塞武裝向以色列發射弹道导弹、巡航导弹及無人機，但全數被以軍反弹道导弹系統和戰機攔截。胡塞武裝威脅將繼續發射火箭及無人機，直至以色列停止攻擊加沙地带。同日晚上，胡塞武裝向以色列發射大批無人機，以軍聲稱在紅海上空成功攔截胡塞武裝的攻擊。

### 2023年11月
11月6日，胡塞武裝宣稱向以色列發射至少10架無人機，但以軍未證實這次攻擊，以色列南部也未發出防空警報，這反映無人機或許未能成功飛抵以色列。
11月8日，胡塞武裝聲稱在葉門領空擊落一架美軍MQ-9收割者偵察機，美國官員則指美軍無人機是在靠近葉門的國際空域被擊落。
11月9日，胡塞武裝宣稱向以色列南部埃拉特發射多枚彈道導彈，而以軍則在埃拉特南面以反彈道導彈系統擊落1枚彈道導彈。胡塞武裝表示將繼續發動攻擊，直至以色列停止其在加薩地帶的軍事行動。
11月14日，以軍在以色列南部以防空系統攔截1枚導彈。同日，胡塞武裝領袖威脅將會在紅海攻擊以色列船隻，尤其是在曼德海峽。
11月15日，美國海軍湯馬斯·哈德納號驅逐艦在紅海擊落1架來襲的胡塞武裝無人機。
11月17日，胡塞武裝高級官員否認有任何導彈或無人機被美軍擊落，並要求美國提供影片作證。
11月19日，由日本營運的以色列貨輪「銀河領袖號」穿越紅海期間被胡塞武裝分子使用Mil Mi-17直升機挾持，武裝分子乘坐直升機游繩至貨輪的甲板上，並挾持25名船員作人質，以軍確認船上並無以色列人。貨輪據報由一名以色列富豪所擁有。以色列政府指控挾持事件是由伊朗指使。
11月22日，以軍F-35閃電II戰鬥機在紅海上空攔截1枚胡塞武裝發射的巡航導彈。
11月23日早上，美國海軍湯馬斯·哈德納號驅逐艦攔截多架由胡塞武裝發射的無人機。
11月25日，懸掛马耳他旗幟的以色列貨輪「Zim Luanda」穿越紅海期間被胡塞武裝分子挾持，英國海事貿易行動辦公室表示「葉門當局」迫令1艘船隻在也門荷台達附近「改變航道」。同日，懸掛馬耳他旗幟的以色列貨輪「CMA CGM Symi」在波斯湾遭受1架疑似伊朗见证者-136无人机攻擊，美國官員懷疑是伊斯兰革命卫队策劃襲擊，伊朗政府未有否認涉事。另外，以軍戰機在紅海上空攔截1架飛向以色列的無人機。
11月26日，不明武裝分子在亞丁灣短暫挾持懸掛利比里亚旗幟的以色列油輪「中央公園號」，英國海事貿易行動辦公室報告有「未獲授權人士」在葉門亞丁南面登上一艘船隻，美國官員也證實此事，美國海軍梅森號驅逐艦收到「中央公園號」的求救訊號後前往協助，並逮捕5名人士，其餘人士往也門方向逃去，美國官員事後確認船隻「安全」。未有組織承認責任，但有葉門記者報導登船的是胡塞武裝分子，伊朗媒體也有類似報道。美國國防部評估是索馬利亞海盜，但有西方媒體稱當地並非海盜的活動區域。
11月27日凌晨，胡塞武裝趁美國海軍梅森號驅逐艦正在處理挾持事件時，向以色列油輪「中央公園號」發射2枚彈道導彈，但導弹在距離美軍梅森號驅逐艦10海里處墜海。
11月29日，美國海軍卡尼號驅逐艦擊落1架胡塞武裝發射的無人機。

### 2023年12月
12月3日，胡塞武裝在曼德海峽向懸掛巴哈马旗幟的以色列貨輪「團結探索號」發射2枚導彈，造成船隻輕微受損。胡塞武裝也向德國貨輪「九號」和懸掛巴拿马旗幟的「蘇菲亞二號」各發射1枚導彈。另外，美國海軍卡尼号驱逐舰因收到3艘船隻的求救訊號而前往協助時，擊落3架來襲的胡塞武裝無人機。
12月6日，胡塞武裝宣稱向以色列南部的埃拉特市發射多枚彈道導彈，而以軍則報告在紅海上空攔截1枚地对地导弹。同日，美國海軍梅森號驅逐艦在紅海南部擊落1架胡塞武裝無人機。另外，《路透社》報導，沙特阿拉伯私下對美國的危機處理感到「滿意」，但希望避免局勢升級，要求美國保持克制。《路透社》也報導，胡塞武裝代表曾在11月與伊朗官員就攻擊行動進行討論。
12月9日，胡塞武裝發言人葉海亞·薩雷亞准將宣布，胡塞武裝將擴大攻擊對象至所有前往以色列的船隻，對所有國家一視同仁。同日，法國海軍朗格多克號巡防艦在紅海巡邏期間攔截2架來襲的胡塞武裝無人機。
12月11日，胡塞武裝在曼德海峽附近向挪威油輪「STRINDA」發射1枚反艦巡航導彈。美国中央司令部報告，這枚導彈從胡塞武裝控制的領土發射，並造成油輪船身起火，但沒有人員傷亡。美國海軍梅森號驅逐艦在襲擊發生後向「STRINDA」提供協助。法國海軍朗格多克號巡防艦在巡邏期間也攔截1架攻擊「STRINDA」的無人機。「STRINDA」船東指出，該艘油輪運載生物燃料的原料，並正打算經苏伊士运河前往意大利。胡塞武裝發言人則聲稱，該艘油輪正運載石油前往以色列，而胡塞武裝是在油輪船員無視警告後才攻擊油輪。
12月19日，以巴衝突引發海運樞紐紅海局勢動盪，由於支持巴勒斯坦的也門胡塞武裝組織襲擊途經商船，導致油價上升，美國及盟國已同意組建紅海海軍特遣部隊保障航道。
2023年12月21日，美國準備組建多國海軍特遣隊，來保護紅海航運貿易，但也門胡塞武裝組織不為所動，誓言打擊更多商船，警告美國若出手，將攻擊美軍艦隻。
12月23日晚間，美國中央司令部表示，葉門叛軍胡塞運動向紅海航道發射兩枚反艦彈道飛彈並對該地區的兩艘商船發動遊蕩彈藥襲擊，美國中央司令部指出，收到紅海南部兩艘商船報告遭到攻擊，所幸未被飛彈擊中。
12月30日，懸掛新加坡國旗的馬士基-杭州號（Maersk Hangzhou）貨櫃船遭胡塞武裝發射兩枚導彈攻擊，美軍艦艇成功攔截兩枚導彈。12月31日，馬士基-杭州號又遭到胡塞武裝的四艘武裝快艇追截，並且被開火射擊及企圖登船，馬士基-杭州號發出求救信號，美國海軍派出艦載直升機阻止，胡塞武裝的武裝快艇向美軍直升機開火，美軍直升機隨即還擊，將其中三艘胡塞武裝快艇擊沉，另一艘則脫逃，胡塞武裝最少十人被擊斃，貨櫃船及美軍無人傷亡。

### 2024年1月
1月9日，胡塞武裝朝红海海域發射18架无人机、2枚反舰巡航导弹和1枚反舰弹道导弹。
1月12日，美英兩國對也門的胡塞武裝目標發動空襲，導致衝突升級。胡塞武裝之前多次發動襲擊，已嚴重干擾紅海的商業運輸。
 針對當前紅海局勢和針對也門的空襲行動，中國外交部發言人毛寧在例行記者會上表示，中方對紅海局勢緊張升級感到憂慮，呼籲有關各方保持冷靜克制，避免衝突進一步擴大。
1月14日，美军在红海区域击落一枚来自也门胡塞武装控制地区的巡航导弹。
1月15日，美军中央司令部表示，一艘美国集装箱船在红海被也门胡塞武装发射的一枚反舰弹道导弹击中。
1月16日，胡塞武裝在亞丁灣向一艘美國貨船發射導彈，並擊中目標。英國海上貿易行動局發布聲明，表示根據船長報告，船的左舷被一枚導彈從上方擊中。
美国中央司令部表示海豹突擊隊在阿拉伯海的一艘船上缴获伊朗制造的运往也门胡塞武装的导弹部件。當天一艘希腊货船在红海海域遭到导弹袭击。日本邮船、商船三井和川崎汽船等日本三大航运公司以及英國殼牌决定停止所有船舶穿越红海海域。部分國際船舶保險業公司拒絕為航行紅海的美國與英國的商船承保。
1月17日，胡塞武装发言发表声明说，该组织向在亚丁湾行驶的一艘美国货船发射了数枚导弹并击中该船。美国中央司令部表示，一架无人机从胡塞武装控制区起飞，袭击了在亚丁湾航行的悬挂马绍尔群岛国旗、由美国所有和运营的货船。这起袭击没有造成人员伤亡，货船轻微受损。美軍對也門境內的胡塞武裝目標發動新一輪攻擊。胡塞武裝營運的傳媒報道，美英在當地1月17日凌晨時份，轟炸也門北部及中部的多處地點。法國總統馬克龍表示，法國不會加入美英空襲胡塞武裝目標的行動，因為擔憂會令局勢升級。
1月18日，美國政府將也門胡塞武裝重新列入恐怖組織名單。白宮國家安全顧問沙利文發表聲明說，為應對也門胡塞武裝持續的威脅和襲擊，美國將胡塞武裝列為「特別認定全球恐怖份子」實體，以阻止恐怖份子向他們提供資金，進一步限制胡塞武裝進入金融市場，並追究他們襲擊往來紅海和亞丁灣商船的責任。如果胡塞武裝停止襲擊，美國將立即重新評估有關決定。
1月19日凌晨，胡塞武装发言人表示，该组织向一艘在亚丁湾行驶的美国船只发射了数枚导弹并击中该船。胡塞武裝一名高級成員接受俄羅斯《消息報》訪問時表示不會攻擊通過紅海的中國和俄羅斯貨船。
1月22日，胡塞武裝表示，該組織向一艘在亞丁灣行駛的美國軍用貨輪「海洋爵士」號發射了數枚導彈並擊中該船。美方對此否認。
1月24日，美國中央司令部表示，胡塞武裝向懸掛美國國旗的馬士基底特律（Maersk Detroit）號貨櫃船，發射3枚反艦彈道導彈。其中一枚落入海中，另外兩枚被伯克級神盾驅逐艦「格雷夫利」號驅逐艦（USS Gravely）成功攔截擊落。
1月26日，美國中央司令部表示，胡塞武裝當天對正在亞丁灣巡弋的美國驅逐艦卡尼號（USS Carney）發射飛彈，遭到擊落。此舉是胡塞武裝首度對美國軍艦發動攻擊。同時胡塞武裝隊英国油轮马林罗安达号发动导弹袭击，导致船上起火，火灾持续了几个小时，但没有造成人员伤亡。法国海军的两艘舰艇、印度海军的一艘舰艇和美国海军的两艘舰艇前来援助这艘民用船只，军方为平民船员提供灭火手段。
1月30日晚上，胡塞武装向红海发射一枚反舰巡航导弹，被美军格雷夫利号驱逐舰击落，未造成人员伤亡。
1月31日，胡塞武装发言人表示，胡塞武装当天向一艘在亚丁湾航行的美国货轮发射了多枚导弹，并击中目标。

### 2024年2月
2月5日，一艘悬挂巴巴多斯国旗的英国货船在荷台达以西的红海海域遭到无人机袭击。
2月7日，胡塞武装向红海南部和亚丁湾发射了六枚反舰弹道导弹。
2月12日，一艘船隻在曼德海峡遭到两枚导弹袭击。
2月14日，胡塞武装向亚丁湾发射一枚反舰弹道导弹。
2月17日，胡塞武装声称对一艘悬挂巴拿马国旗、运往印度的油轮發動导弹袭击。
2月18日，一艘懸掛伯利茲國旗的貨船鲁比马尔号在曼德海峽遭受胡塞武裝襲擊，船隻受損，船員被迫撤離。鲁比马尔号货轮在海面上形成长约30公里的油带。鲁比马尔号最終於3月2日沉沒，成為紅海危機爆發以來第一艘被胡塞武裝擊沉的船隻。
2月19日，胡塞武装声称向在亚丁湾行驶的两艘美国船只发射了多枚导弹，而且击中目标。
2月20日，胡塞武装发言人表示，胡塞武装向一艘在亚丁湾行驶的以色列船只发射了数枚导弹。
2月22日，胡塞武装表示与以色列、美国和英国有联系的船只也被納入打擊對象。當天悬挂帕劳国旗、由英国公司所有的艾兰德号货轮遭2枚胡塞武装发射的导弹袭击，船只起火，1名船员受轻伤。
2月24日，美军一艘驱逐舰击落了一枚由胡塞武装控制区向亚丁湾发射的反舰弹道导弹。
2月25日，胡塞武装表示已朝亚丁湾一艘悬挂美国国旗、由美国所有和运营的燃料及化学品运载货轮托尔姆·索尔号发射了一系列导弹。另外又出動多架無人機攻擊紅海上的多艘美國軍艦。

### 2024年3月
3月2日，也门方面表示，被胡塞武装反舰导弹击中的废弃运油船“鲁比马尔号”已经沉没。
3月3日，意大利军舰在红海海域击落一架胡塞无人机。
3月4日，胡塞武装发言人表示，胡塞武装向在阿拉伯海行驶的一艘以色列船只发射了多枚导弹，并使用无人机和导弹攻击了数艘在红海航行的美国军舰。
3月6日，胡塞武装的一枚导弹击中了悬挂巴巴多斯旗帜的散货船，造成3人死亡。這是紅海危機爆發以來首次造成的死亡襲擊事件。
3月12日，胡塞武装发言人表示，胡塞武装向在红海行驶的一艘货轮发射了多枚导弹，并准确击中目标。當天一艘意大利驅逐艦击落了两架胡塞武装无人机。
3月15日，胡塞武装表示要扩大袭击范围，與以色列有联系的船只若穿过印度洋前往好望角時也會遭到打擊。当天胡塞武装表示向印度洋上的美国和以色列船只发射了无人机和反舰导弹。
3月21日，国际媒体一份新报告称，胡塞武装允许中俄在红海安全通行，以换取莫斯科和北京在世界舞台上提供更多政治支持。据《彭博社》报道，该协议是中俄代表在阿曼与胡塞武装高级政治人物Mohammed Abdulsalam进行外交会谈时达成的，也正式确认了胡塞武装在一月份对中俄两国做出的承诺。分析认为，该协议是由于胡塞武装错误地识别了一些船只，俄罗斯和中国希望该组织作出更有力的保证。同日，美国中央司令部司令迈克尔·库里拉在出席美国众议院军事委员会听证会时也引用了这项报道。据《福布斯》报道，在彭博社报道的前几天，也门胡塞武装政治局成员Ali Quahoum强调了与俄罗斯和中国的合作，表示这种合作「在将美国、英国和西方淹没在红海和公海上的沼泽中有着共同利益」。
3月23日，美国中央司令部发表声明称，一艘悬挂巴拿马国旗、由中国拥有和经营的「黄埔号」在也门海岸附近的红海遭到大约5枚胡塞反舰弹道导弹袭击并发出了求救信号，但没有请求援助。美国中央司令部和英国海军的英国海洋贸易行动部 (UKMTO) 表示，船上一度发生火灾，但在30分钟内被扑灭，沒人伤亡。英国海上贸易组织称袭击发生在也门摩卡港以西23海里处。美军也宣布在红海南部上空与胡塞武装的6架无人机交战，其中5架坠入红海，一架飞入也门胡塞武装控制的内陆地区。
3月25日，胡塞武装对沙特阿拉伯发出威胁，并警告沙特不要支持美国对也门恐怖分子目标的打击。胡塞武装最高政治委员会成员Mohammed Ali al-Houthi表示：「我们已向沙特阿拉伯发出信息，如果它允许美国战斗机利用其领土或领空侵略也门，那么沙特阿拉伯将成为攻击目标。”

### 2024年4月
4月7日，也门胡塞武装发言人表示，胡塞武装过去72小时针对英国和以色列的商船以及美国军舰发动了多次袭击。
4月9日，美国中央司令部部队和美国导弹驱逐舰成功拦截并摧毁了胡塞武装从也门发射的一枚反舰弹道导弹。
4月25日，胡塞武裝表示在亚丁湾攻击了一艘以色列船只以及打击了埃拉特。胡塞武裝還表示，以哈戰爭以來該武裝攻击了102艘與以色列有關的船只，以色列埃拉特港由于不断遭到攻击已经停止运行。
4月26日，英国海事贸易协调中心（UKMTO）新闻处表示，一艘民用船只在也门沿海曼德海峡遭到导弹袭击后受损。同時据一名美国军方官员称，美国空军一架MQ-9无人机在也门海岸坠毁的。对此事件的调查正在进行中。据该官员称，目前尚无人员伤亡报告。胡塞武装承认对击落这架无人机负责。
4月28日，美國宣稱在紅海上空擊落5架無人機。

### 2024年5月
5月6日23时02分至23时48分，胡塞武装向亚丁湾上空发射了三架无人机。其中两架被击落，最后一架坠毁在亚丁湾。5月7日5时02分左右，胡塞武装又向亚丁湾发射了一枚反舰弹道导弹。
5月9日，胡塞武装声称向悬挂巴拿马国旗的兩艘地中海航運公司的輪船发射导弹，胡塞武装表示這些船與以色列有關。
5月18日，一艘悬挂巴拿马国旗的原油油轮在红海被导弹击中。
5月26日，美国海军拦截了一架从胡塞武装控制区发射的无人机。5月27日，也门胡塞武装发言人表示，胡塞武装对红海的2艘美國驱逐舰发动了无人机袭击，并准确击中目标。5月29日，胡塞武装宣布向在红海、阿拉伯海和地中海航行的6艘停靠过以色列港口的货轮发动袭击，并聲稱击落一架美军MQ-9收割者偵察機。

### 2024年6月
6月1日晚间，胡塞武装发言人表示，胡塞武装对德懷特·D·艾森豪號航空母艦发起了导弹和无人机袭击，又针对一艘美军驱逐舰發起打擊。胡塞武装又對前往以色列的其他船只發起打擊。
6月7日，胡塞武装声称用导弹和无人机袭击了两艘船只。
6月9日，一艘货船在红海遭到胡塞武裝导弹袭击后起火。次日，又有船隻在紅海遭到胡塞武裝襲擊。6月18日，英国海上贸易行动办公室表示，确认遭胡塞武装袭击的导师号货轮在红海沉没。
6月26日，胡塞武装表示首次使用自主生产的高超音速导弹在阿拉伯海对一艘货轮进行打击。6月27日，一艘穿越红海的船只遭到胡塞武裝的袭击。

### 2024年7月
7月19日，胡塞武裝一架無人機在特拉維夫美國領事館附近發生爆炸，造成1人死亡，至少10人受傷。有沙特消息稱，胡塞武裝共發射1枚彈道飛彈和4架無人機，但當中全部彈道飛彈和3架無人機被美軍攔截。胡塞武裝承認責任，稱其使用一架可躲避以方雷達和攔截系統的「雅法」無人機，並揚言將繼續襲擊特拉維夫。
7月20日，一艘商船在也门海岸遭到无人机两次袭击，並且受到损坏，不過船隻仍继续航行。
同日，以色列對也門荷台達港内的胡塞武裝軍事設施發動空襲，以報復昨日胡塞武裝對以色列的襲擊。

### 2024年8月
8月3日，美國中央司令部表示美軍摧毀了一枚胡塞武裝的導彈和一個發射器。
8月4日，也门胡塞武装发言人表示，该组织在也门萨达省击落一架美军MQ-9死神无人机。美國國防部表示其正在調查此事。
8月5日，美國中央司令部表示美軍在亞丁灣上空摧毀了胡塞武裝的三架無人機，在胡塞武裝控制區摧毀了一架無人機，又在紅海摧毀了一架無人機、一架無人艦艇以及一枚反舰弹道导弹。
8月6日，美國中央司令部表示美軍在紅海上空摧毀了胡塞武裝一架無人機和兩枚反艦彈道導彈。
8月7日，胡塞武装表示使用反舰弹道导弹和无人机袭击了亚丁湾的两艘美国军舰和一艘位于红海的商船，但遭到美國官員否認。美國中央司令部同時表示，美軍過去一天在胡塞控制區摧毀了胡塞武裝兩架無人機、一個地面控制站和三枚反艦巡航導彈，又表示胡塞武裝散播虛假訊息，製造騷亂。
8月8日，美國中央司令部表示美軍在過去一天摧毀了胡塞武裝兩枚反艦巡航飛彈、胡塞控制區內的一個地面控制站，以及一艘在紅海的胡塞武裝無人艇。 8月12日，胡塞武裝的電視台報道稱美國聯軍一架無人機空襲了卡馬蘭島。
8月14日，美國中央司令部宣布美軍在過去一天摧毀了兩艘胡塞武裝船隻。8月15日，胡塞武裝的電視台報道稱，英美兩國空襲了荷台达省。同時美國中央司令部表示，美軍摧毀了胡塞武裝控制區的一個地面控制站。
8月16日，美國中央司令部表示美軍在過去一天擊毀了一艘在紅海的胡塞武裝無人艇。8月18日，中央司令部表示美軍在過去一天於該胡塞控制區摧毀了一架胡塞無人機。8月21日，胡塞武裝的電視台稱，英美兩國對荷台达省進行了3次空襲。
8月21日，美國中央司令部表示美軍摧毀了胡塞控制區的一套雷達系統和地對空導彈。翌日，中央司令部表示美軍在紅海上空摧毀了兩架胡塞武裝無人機，又在胡塞控制區摧毀了另一架無人機。同時，一艘參與阿斯皮斯行動的法國驅逐艦摧毀了一艘正瞄準漂流油輪的胡塞無人艇。

### 2024年9月
以色列向也門西部、由胡塞武裝控制的地區發動大規模空襲，目標集中在荷台達港、荷台達省北部的拉斯伊薩港，以及荷台達市郊的發電站。以方發動15至20次襲擊，持續約15分鐘。

### 2024年10月
美國中央司令部表示，美軍2024年10月4日向親伊朗的也門胡塞武裝15個目標發動空襲。胡塞武裝旗下傳媒確認有4個省遇襲，首都薩那以南的城巿Dhamar及東南方城市Mukayras被擊中。薩那和港口城市荷台達亦傳出爆炸聲，薩那市內冒起濃煙。也門傳媒報道，美國和英國戰機周五向首都薩那發動4次空襲，目標是市中心的軍事維修設施。此外，紅海城市荷台達等地亦受到多次空襲。美軍中央司令部證實周五傍晚，對也門境內與胡塞武裝分子有關連目標發動15次空襲。英國政府消息人士則否認，英軍參與空襲。

### 2025年
在加薩地區停火實施後，胡塞武裝於1月20日宣布，將停止攻擊穿越紅海的船隻，但以色列相關的船隻除外。他們還表示，如果其他國家對其進行攻擊，他們將攻擊這些國家的船隻。3月11日，胡塞武装以以色列切断向加沙地带运送援助物资為由宣布恢复对在红海航行的以色列船只实施攻击。
3月21日，胡塞武装袭击特拉维夫南部的军事目标。3月22日说，胡塞武装两次对本-古里安机场发动导弹袭击。3月26日，胡塞武装组织宣布对特拉维夫发动无人机袭击，并在红海水域袭击一艘美国航空母舰。
5月4日，胡塞武裝朝本-古里安机场發射導彈，導致8人受伤，多家航空公司暂停航班。
5月6日，美国总统唐纳德·特朗普宣布，由于美国和胡塞武装停火，美国不再攻擊胡塞武裝。
6月2日，胡塞武装向以色列发射导弹，以色列中部、南部等多地响起防空警报，数百万人紧急避难。导弹被以军防空系统拦截，未造成人员伤亡或财产损失。过去两周内，胡塞武装已对以发动9次袭击。
7月6日，悬挂利比里亚国旗的希腊籍散货船遭到八艘巡逻艇射击，随后又遭到四艘无人水面艇袭击。船体起火並沉沒。船员被救起。这是胡塞武裝自2024年11 月以来首次袭击商船。
7月7日，另一艘悬挂利比里亚国旗的希腊籍散货船遭到无人机和四枚火箭弹的袭击。无人机击中了该船的驾驶台，造成四名船员死亡，至少两人受伤。
7月27日，胡塞武装表示只要与以色列港口有业务往来，船只不论国籍或所屬公司，都會被胡塞武裝打擊。

### 國際反制
美國國防部部長勞埃德·奧斯丁於12月19日宣布組建十國海上防衛部隊共同防禦紅海航行安全，分別是美國、英國、法國、義大利、荷蘭、西班牙、挪威、加拿大、巴林與塞席爾，代號為「繁榮衛士行動」（Operation Prosperity Guardian）。
12月21日，希臘國防部部長尼科斯·登迪亞斯表示，希臘將加入以美國為首的海軍聯盟，保護紅海全球航道免受葉門叛軍胡塞運動的攻擊。同日，澳大利亞副總理、國防部部長理查德·馬爾斯證實，澳大利亞不會派遣軍艦，但將派遣六名軍方人員參與行動。
12月22日，據美國軍事媒體「戰爭地帶」（The War Zone）援引匿名美國軍方官員的話報導，為應對針對紅海船舶的攻擊，美國正在考慮向胡塞運動的雷達設施發動打擊的可能性。同日，美國國防部表示，隨著更多國家參與，目前計有二十多國同意加入以美國為首的新聯盟，以保護紅海商業航線免受葉門激進團體胡塞運動的襲擊，但有八國因以哈戰爭加劇地緣政治緊張之際，海上聯軍具有政治敏感性而隱匿身份。
2024年1月9日，新加坡國防部長黄永宏在國會宣布，新加坡海軍將會加入美國領導的紅海防衛聯盟，因為維護自由航行符合新加坡的切身利益，新加坡需要採取行動。
1月21日，英國國防部表示為在紅海應對胡塞武裝的襲擊，英國方面將花費4.05億英鎊升級「海毒蛇」導彈系統。
1月27日，美國方面要求中国政府就胡塞武装对红海航运的袭击向伊朗当局施压。
2月19日，欧盟宣布為保护红海及周边水域航运免受胡塞武装袭击，決定發起阿斯皮德行动（Operation Aspide）。

## 受到袭击商船列表
| 日期           | 商船名                                  | 船旗国（地区） | 受袭情况                                                   | 备注                                           |
| -------------- | --------------------------------------- | -------------- | ---------------------------------------------------------- | ---------------------------------------------- |
| 2023年11月19日 | 银河领袖号                              | 巴哈马         | 被胡塞一架米-17号直升机空降劫持                            | [ 186 ]                                        |
| 2023年11月24日 | 达飞海运塞米号（CMA CGM Symi）          | 馬爾他         | 遭受空袭，严重受损                                         | 可能是有伊朗正规武装人员装扮胡塞人员发动的袭击 |
| 2023年11月26日 | 中央公园号（Central Park）              | 利比里亚       | 被劫持但获救                                               | [ 188 ]                                        |
| 2023年12月3日  | Number 9                                | 巴拿马         | 被弹道导弹击中，轻微受损                                   | [ 189 ]                                        |
| 2023年12月3日  | Sophie II                               | 巴拿马         | 被弹道导弹击中，轻微受损                                   | [ 190 ]                                        |
| 2023年12月3日  | 团结探险号（Unity Explorer）            | 巴哈马         | 被弹道导弹击中，轻微受损                                   | [ 190 ]                                        |
| 2023年12月12日 | Strinda                                 | 挪威           | 被导弹击中着火                                             | [ 191 ]                                        |
| 2023年12月13日 | 阿德莫尔邂逅号（Ardmore Encounter）     | 马绍尔群岛     | 躲过导弹袭击                                               | [ 192 ]                                        |
| 2023年12月14日 | 马士基直布罗陀号（Maersk Gibraltar）    | 香港           | 未被导弹击中                                               | [ 193 ]                                        |
| 2023年12月15日 | 地中海航运阿兰亚号（MSC Alanya）        | 利比里亚       | 可能被舰载导弹击中                                         | [ 191 ]                                        |
| 2023年12月15日 | MSC Palatium III                        | 利比里亚       | 可能被舰载导弹击中                                         | [ 194 ]                                        |
| 2023年12月15日 | 吉斯瑞号（Al Jasrah）                   | 利比里亚       | 被自杀无人机击中着火                                       | [ 195 ]                                        |
| 2023年12月18日 | MSC Clara                               | 巴拿马         | 可能被无人机投弹击中                                       | [ 196 ]                                        |
| 2023年12月18日 | 天鹅大西洋号（Swan Atlantic）           | 挪威           | 被导弹和自杀无人机击中，轻微受损                           | [ 196 ]                                        |
| 2023年12月26日 | 地中海航运联合八世号（MSC United VIII） | 利比里亚       | 可能被舰载导弹击中                                         | [ 197 ]                                        |
| 2023年12月30日 | 马士基杭州号（Maersk Hangzhou）         | 新加坡         | 被陆基导弹击中，轻微受损                                   | [ 198 ]                                        |
| 2023年12月31日 | 马士基杭州号（Maersk Hangzhou）         | 新加坡         | 武装人员尝试劫持，被美海军直升机击退                       | [ 199 ]                                        |
| 2024年1月12日  | Khalissa                                | 巴拿马         | 可能被无人机投弹击中                                       | [ 200 ]                                        |
| 2024年1月15日  | 直布罗陀鹰号（Gibraltar Eagle）         | 马绍尔群岛     | 被反舰导弹击中，轻微受损                                   | [ 201 ]                                        |
| 2024年1月16日  | Zografia                                | 馬爾他         | 被弹道导弹击中，轻微受损                                   | 有美国记者认为袭击可能来自索马里海盗而不是胡塞 |
| 2024年1月17日  | 金科·皮卡第号（Genco Picardy）          | 马绍尔群岛     | 被自杀无人机击中，轻微受损                                 | [ 203 ]                                        |
| 2024年1月18日  | 化学护林员号（Chem Ranger）             | 马绍尔群岛     | 躲过反舰弹道导弹袭击                                       | [ 204 ]                                        |
| 2024年1月22日  | 海洋爵士乐号（Ocean Jazz）              | 美国           | 胡塞声称袭击，武器不详                                     | [ 205 ]                                        |
| 2024年1月24日  | 马士基底特律号（Maersk Detroit）        | 美国           | 躲过导弹袭击                                               | [ 206 ]                                        |
| 2024年1月24日  | 马士基切萨皮克号（Maersk Chesapeake）   | 美国           | 躲过导弹袭击                                               | [ 206 ]                                        |
| 2024年1月26日  | 马林·卢安达号（Marlin Luanda）          | 马绍尔群岛     | 被导弹击中着火                                             | [ 207 ]                                        |
| 2024年1月30日  | 锦鲤号（Koi）                           | 利比里亚       | 可能被舰载导弹击中                                         | [ 208 ]                                        |
| 2024年2月6日   | 早潮号（Morning Tide）                  |                | 轻微受损，袭击武器不详                                     | [ 209 ]                                        |
| 2024年2月6日   | 纳西亚之星号（Star Nasia）              | 马绍尔群岛     | 轻微受损，袭击武器不详                                     | [ 209 ] [ 210 ]                                |
| 2024年2月12日  | 星虹号（Star Iris）                     | 马绍尔群岛     | 被导弹击中，轻微受损                                       | [ 211 ]                                        |
| 2024年2月16日  | 波利克斯号（Pollux）                    | 巴拿马         | 被导弹击中，轻微受损                                       | [ 212 ]                                        |
| 2024年2月18日  | 鲁比马尔号（Rubymar）                   |                | 被反舰导弹击中，3月2日沉没                                 | [ 213 ]                                        |
| 2024年2月19日  | 海洋冠军号（Sea Champion）              | 希腊           | 被舰载导弹击中，轻微受损                                   | [ 214 ]                                        |
| 2024年2月19日  | 纳维斯·福尔图纳号（Navis Fortuna）      | 马绍尔群岛     | 被舰载导弹击中，轻微受损                                   | [ 214 ]                                        |
| 2024年2月22日  | 岛民号（Islander）                      | 帛琉           | 被导弹击中，严重受损                                       | [ 215 ]                                        |
| 2024年3月6日   | 真正信心号（True Confidence）           |                | 被反舰导弹击中着火，3名船员死亡                            | [ 216 ]                                        |
| 2024年3月8日   | 推动财富号（Propel Fortune）            | 新加坡         | 可能被反舰导弹击中                                         | [ 217 ]                                        |
| 2024年3月24日  | 黄埔号（Huang Pu）                      | 巴拿马         | 可能被反舰弹道导弹击中                                     | [ 218 ]                                        |
| 2024年4月7日   | 希望岛号（Hope Island）                 | 马绍尔群岛     | 胡塞声称袭击，武器未知                                     | [ 219 ] [ 220 ] [ 221 ] [ 222 ]                |
| 2024年4月7日   | MSC Grace                               | 巴拿马         | 胡塞声称袭击，武器未知                                     | [ 219 ] [ 220 ] [ 221 ] [ 222 ]                |
| 2024年4月7日   | 地中海航运吉娜号（MSC Gina）            | 巴拿马         | 胡塞声称袭击，武器未知                                     | [ 219 ] [ 220 ] [ 221 ] [ 222 ]                |
| 2024年4月9日   | 马士基约克城号（Maersk Yorktown）       | 美国           | 尝试反舰导弹袭击，被美军舰拦截                             | [ 223 ]                                        |
| 2024年4月9日   | 地中海航运吉娜号（MSC Gina）            | 巴拿马         | 胡塞声称袭击，武器未知                                     | [ 224 ]                                        |
| 2024年4月9日   | 地中海航运达尔文六世号（MSC Darwin VI） | 利比里亚       | 胡塞声称袭击，武器未知                                     | [ 224 ]                                        |
| 2024年4月24日  | 马士基约克城号（Maersk Yorktown）       | 美国           | 尝试导弹袭击，被美军舰拦截                                 | [ 223 ]                                        |
| 2024年4月24日  | 地中海航运韦拉克鲁斯号（MSC Veracruz）  | 葡萄牙         | 可能被反舰弹道导弹击中                                     | [ 225 ]                                        |
| 2024年4月26日  | 仙女座星号（Andromeda Star）            | 巴拿马         | 被导弹击中，轻微受损                                       | [ 226 ]                                        |
| 2024年4月26日  | 麦莎号（Maisha）                        | 安地卡及巴布達 | 躲过导弹袭击                                               | [ 227 ]                                        |
| 2024年4月29日  | 基克拉泽斯号（Cyclades）                | 馬爾他         | 被导弹和无人机击中，轻微受损                               | [ 228 ]                                        |
| 2024年4月29日  | 地中海航运猎户座号（MSC Orion）         | 葡萄牙         | 被无人机击中，轻微受损                                     | [ 229 ]                                        |
| 2024年5月18日  | 风号（Wind）                            | 巴拿马         | 被无人机击中，轻微受损                                     | [ 230 ]                                        |
| 2024年5月23日  | 亚尼斯号（Yannis）                      | 馬爾他         | 躲过导弹袭击                                               | [ 231 ]                                        |
| 2024年5月23日  | 埃塞克斯号（Essex）                     | 利比里亚       | 躲过导弹袭击                                               | [ 232 ]                                        |
| 2024年5月28日  | 莱克斯号（Laax）                        | 马绍尔群岛     | 被无人机击中，严重受损                                     | [ 233 ]                                        |
| 2024年6月1日   | Abliani                                 | 馬爾他         | 躲过无人机和火箭袭击                                       | [ 234 ] [ 235 ]                                |
| 2024年6月1日   | Maina                                   | 馬爾他         | 躲过反舰导弹和武装无人机袭击                               | [ 235 ] [ 236 ]                                |
| 2024年6月1日   | Al Oraiq                                | Template:Flag  | 躲过反舰导弹和武装无人机袭击                               | [ 235 ] [ 236 ]                                |
| 2024年6月8~9日 | Norderney                               | Template:ATG   | 被导弹击中着火                                             | [ 237 ]                                        |
| 2024年6月8日   | MSC Tavivshi                            | Template:LBR   | 被弹道导弹击中着火                                         | [ 238 ] [ 239 ]                                |
| 2024年6月9日   | 未知                                    | 未知           | 被弹道导弹击中受损                                         | [ 240 ]                                        |
| 2024年6月12日  | 导师号（Tutor）                         | Template:LBR   | 被Toufan-1无人艇、弹道导弹和无人机Template:Le，6月18日沉没 | [ 241 ] [ 242 ] [ 243 ]                        |
| 2024年6月13日  | Verbena                                 | Template:Flag  | 被巡航导弹击中着火                                         | [ 244 ]                                        |
| 2024年6月13日  | 未知                                    | 未知           | 躲过某种炸弹武器                                           | [ 245 ]                                        |
| 2024年6月16日  | 未知                                    | 未知           | 躲过袭击                                                   | [ 246 ]                                        |
| 2024年6月21日  | Transworld Navigator                    | Template:LBR   | 躲过弹道导弹袭击                                           | [ 247 ] [ 248 ]                                |
| 2024年6月23日  | Transworld Navigator                    | Template:LBR   | 被无人艇击中着火                                           | [ 249 ] [ 250 ]                                |
| 2024年6月24日  | MSC Sarah V                             | Template:LBR   | 躲过高超音速导弹袭击                                       | [ 251 ] [ 252 ]                                |
| 2024年6月26日  | 未知                                    | 未知           | 躲过导弹袭击                                               | [ 253 ]                                        |
| 2024年6月27日  | 未知                                    | 未知           | 疑似躲过无人艇袭击                                         | [ 254 ]                                        |
| 2024年6月28日  | Delonix                                 | Template:LBR   | 躲过弹道导弹袭击                                           | [ 255 ]                                        |
|                |                                         |                |                                                            |                                                |
|                |                                         |                |                                                            |                                                |
|                |                                         |                |                                                            |                                                |
|                |                                         |                |                                                            |                                                |
|                |                                         |                |                                                            |                                                |
|                |                                         |                |                                                            |                                                |
|                |                                         |                |                                                            |                                                |
|                |                                         |                |                                                            |                                                |
|                |                                         |                |                                                            |                                                |
|                |                                         |                |                                                            |                                                |
|                |                                         |                |                                                            |                                                |
|                |                                         |                |                                                            |                                                |
|                |                                         |                |                                                            |                                                |
|                |                                         |                |                                                            |                                                |

## 胡塞武装在危机中使用武器种类[14]

### 反舰导弹
- Mohit
- Asef
- Tankil
- Faleq
- Al Bahr Al Ahmar
- Mayun
- Rubezh
- Al-Mandab 1
- Al-Mandab 2
- Sayyad
- Quds Z-0
- Sejil/Sahil

### 无人机
- 拉塞德
- 哈杜德-1
- Qasef-1/Qasef-2K
- 萨马德-3
- 沙希德-136

## 聯軍部署
為此美國海軍派出阿利·伯克級卡尼號驅逐艦、英國皇家海軍派出45型Template:Le、法國海軍派出阿基坦級Template:Le、以色列海軍派出四艘最新型的薩爾6型Template:Le、Template:Le、Template:Le與Template:Le和一艘海豚級Template:Le巡防紅海，期間擊落不少遊蕩彈藥與巡弋飛彈，甚至是彈道飛彈，擊落遊蕩彈藥的軍隊還包含埃及空軍。

## 各方立場

### 伊朗
美国副国家安全顾问費納明言，伊朗伊斯蘭革命衛隊協助胡塞武裝策劃並發動針對以色列和紅海船隻的無人機及導彈襲擊。《纽约时报》報導，伊朗在紅海（達赫拉克群島附近）部署1艘情報搜集船（Behshad號），協助胡塞武裝辨認以色列船隻進行攻擊。美国财政部於12月7日制裁伊斯蘭革命衛隊聖城軍的融資人賈馬爾，原因為協助伊朗向胡塞運動提供數千萬美元的財政支援。美國官員認為，伊朗的財政支援與胡塞武裝針對商業航運和國際貿易的襲擊有關。

### 中華人民共和國
自胡塞武裝2023年11月起開始襲擊民用船隻，中華人民共和國一直未有明確譴責胡塞武裝。2024年1月4日，中華人民共和國外交部發言人汪文斌表示，「各方都應為維護紅海水域航道安全發揮建設性、負責任作用」。1月10日，中華人民共和國在譴責胡塞武裝的聯合國安理會第2722號決議中投下棄權票。不過，中華人民共和國常駐聯合國代表張軍在表決後呼籲胡塞武裝「立即停止襲擾民用船隻的行為，尊重各國在紅海水域的航行自由」。1月11日，美英聯軍空襲胡塞武裝據點。1月12日，中華人民共和國外交部發言人毛寧表示，中華人民共和國「對紅海局勢緊張升級感到憂慮，呼籲有關各方保持冷靜克制，避免衝突進一步擴大」。1月14日，中華人民共和國外交部和阿拉伯国家联盟發表聯合聲明，「呼籲各方推動局勢降溫」，「切實維護地區和平與穩定」。1月24日，英國《金融時報》報導，美國國家安全顧問沙利文和美國國務卿布林肯請求中華人民共和國向伊朗施壓，以阻止胡塞武裝襲擊紅海商船，但是報道亦指出，美方官員未見中華人民共和國作出行動。同日，中華人民共和國外交部發言人汪文斌表示，中華人民共和國「呼籲停止襲擾民用船隻的行為」，而且「安理會從未授權任何國家對也門使用武力」，暗指美英聯軍空襲胡塞武裝的行動並不合法。美國战争研究所認為，相比起胡塞武裝的襲擊行為，中華人民共和國視美國發起的反擊行動為更大威脅，因為衝突升級擴大將危害中華人民共和國經濟利益，如運費上升及石油運輸受阻。

## 影響
此次危機導致德國海運企業赫伯羅特（Hapag-Lloyd）、丹麥海運企業馬士基航運集團（Maersk）、地中海航運公司（MSC）、法國海運企業達飛海運集團（CMA CGM）、中華民國海運企業陽明海運、長榮海運、萬海航運等航運巨頭，陸續宣布暫停在紅海航行，眾多國家包括英國、挪威、德國、比利時等的石油和船運公司，則在12月18日宣布，暫停經過紅海的運輸航行。预计在非洲南端改道的船只每次往返亚洲和北欧将花费高达 100 万美元的额外燃料。
紅海貨櫃船幾乎消失八成以上，抵達亞丁灣的貨櫃船總噸位下降82%。埃及的苏伊士运河收入下降40%至50%。德迅發布報告稱，至少有100艘貨櫃船繞道非洲好望角。這樣的話航程將會增加10到14天。胡塞武裝的攻擊行為已推升油價及貨運價格。若是繞道好望角，則要停靠南非的港口，而南非主要港口都名列全球最糟的港口之中，包括德班港（Port of Durban）、開普敦港（Port of Cape Town）及恩庫拉港（Port of Ngqura），物流及供應鏈顧問蘭西奧尼（Alessio Lencioni）告訴路透社：「即使是德班港目前的狀態，它仍然是非洲最先進、最大的港口，因此對改道非洲的商船來說，不論是停泊或補給，選擇都很有限。」蘭西奧尼還說，非洲其他沿著好望角路線的大型深水港，例如肯亞蒙巴薩（Mombasa）、坦尚尼亞三蘭港（Dar es Salaam），其設備都不足以應付預計未來幾週將出現的交通量，馬士基航運公司（Maersk）表示，改道好望角的商船將盡可能在出發地或目的地加油，一名發言人指出，若在航行途中有加油需求，將視個別情況決定在哪裡進行，納米比亞的鯨灣（Walvis Bay）或模里西斯的路易港（Port Louis）將是首選，另外，官僚也是另一個隱憂，今年9月，南非國稅局在阿爾戈亞灣（Algoa Bay）因懷疑5艘加油的船隻違反海關及關稅法而扣押這些船隻。英國石油化學公司（BP）、跨國大宗商品貿易商托克集團（Trafigura）、摩科瑞能源集團（Mercuria）等企業都因仍在等待審計結果暫停運作，南非自2016年允許在阿爾戈亞灣進行海上船對船加油以來，燃油量及使用的船隻量都隨之遽增，大宗商品數據分析機構Kpler市場分析師阿祖齊（Younes Azzouzi）指出，由於與胡塞運動相關的危機帶來燃料補給需求，「預計南非12月的燃油進口量將創下新高」。
中国《证券时报》稱紅海危機對歐亞航線影響最大，其中以來往中國和歐洲的運量受到的影響最顯著，一名深圳物流公司主管稱運輸成本和時間都增加不少，將會影響到產品出口及後續訂單，因為生活用品和服裝鞋帽等產品，不可能負擔得起空運或長途跨境列車的費用，雖然有中歐列車可代替部分船運，但下個月的列車貨卡已經訂滿，而且鐵路運輸和海運載量相比，不是同一個量級可作比較。
得益于《亞伯拉罕協議》的签署，以及胡塞武装分子对货船的持续袭击导致红海海上贸易中断的现实，促使了以色列货运公司积极开通开辟新途经，将货物经由沙特阿拉伯和约旦的陆路路线将货物从远东运输到以色列。营运该路线的以色列货运公司Mentfield Logistics的执行长表示，来自中国和印度的船只在巴林和迪拜港口卸下集装箱，然后将货物装载到约旦卡车上，并通过与约旦的过境点陆路转运到以色列，再由以色列卡车在那里等待接收货物，这些货物在途经沙特阿拉伯和约旦到达海法港之前，不会被追踪为目的地为以色列的货物。这种程序称为转运，通常用于两个港口之间没有直接连接的情况。与绕道非洲相比，陆路路线节省了大约20天，因此货物从中国到以色列的时间不再是50到60天，而是20到25天内到达。近年来，人们一直在宣扬建立一座贸易陆桥，将约旦、以色列、沙特阿拉伯和阿联酋从波斯湾连接到以色列海港的想法，以促进货物流动。 而随着2020年《亚伯拉罕协议》的签署，中东商业关系开始开放，这一想法加快了步伐。紅海危機也促使了数十家以色列企业与迪拜、巴林和约旦公司合作提供相似的运输服务。为了开辟更多替代航线，以色列政府也积极与印度和斯里兰卡等国家签署更多民航协议。
2024年7月15日，欧盟宣布针对伊朗的制裁延长一年。欧洲理事会宣布，鉴于伊朗军事支持俄罗斯侵略乌克兰以及中东和红海地区武装团体和实体，目前制裁制度适用于12名个人和9个组织的限制性措施延长至2025年7月27日。7月26日，欧盟理事会新增关于第三国加入欧盟相关决定公告，候选国北马其顿、阿尔巴尼亚、乌克兰、摩尔多瓦、波斯尼亚和黑塞哥维那共和国，以及欧洲自由贸易区国家冰岛、列支敦士登和挪威，欧洲经济区成员加入欧盟理事会制裁伊朗的决定。